# Albert Montañés
Albert Montañés (Sant Carles de la Ràpita, 26 novembre 1980) è un ex tennista spagnolo.
In singolare ha vinto i tornei dell'Estoril (per due volte), di Amersfoort, Bucarest, Stoccarda e Nizza e ha raggiunto la 22ª posizione del ranking ATP nell'agosto 2010. Ha disputato altre 5 finali, tutte su terra, tra cui l'ATP 500 di Acapulco. Nei tornei del Grande Slam ha come miglior risultato il 4º turno sia sul cemento degli Us Open 2010 che al Roland Garros 2011, perso dopo un match-maratona contro Fabio Fognini.
Si è distinto anche in doppio vincendo due tornei del circuito maggiore e spingendosi fino al 73º posto mondiale nel luglio 2007.

## Statistiche

### Singolare

#### Vittorie (6)
| Legenda                                           |
| Grande Slam (0)                                   |
| ATP World Tour Finals (0)                         |
| ATP Masters 1000 (0)                              |
| ATP World Tour 500 (0)                            |
| ATP International Series / ATP World Tour 250 (6) |

| N. | Data              | Torneo                          | Superficie  | Avversario in finale | Punteggio        |
| 1. | 20 luglio 2008    | Dutch Open, Amersfoort          | Terra rossa | Steve Darcis         | 1-6, 7-5, 6-3    |
| 2. | 10 maggio 2009    | Estoril Open, Estoril (1)       | Terra rossa | James Blake          | 5-7, 7–6(6), 6-0 |
| 3. | 27 settembre 2009 | Romanian Open, Bucarest         | Terra rossa | Juan Mónaco          | 7–6(2), 7–6(6)   |
| 4. | 9 maggio 2010     | Estoril Open, Estoril (2)       | Terra rossa | Frederico Gil        | 6-2, 6(4)–7, 7-5 |
| 5. | 18 luglio 2010    | Stuttgart Open, Stoccarda       | Terra rossa | Gaël Monfils         | 6-2, 1-2, rit.   |
| 6. | 25 maggio 2013    | Open de Nice Côte d'Azur, Nizza | Terra rossa | Gaël Monfils         | 6-0, 7–6(3)      |

#### Finali perse (5)
| Legenda                                                |
| Grande Slam (0)                                        |
| ATP World Tour Finals (0)                              |
| ATP Masters 1000 (0)                                   |
| ATP International Series Gold / ATP World Tour 500 (1) |
| ATP International Series / ATP World Tour 250 (4)      |

| N. | Data              | Torneo                                       | Superficie  | Avversario in finale | Punteggio        |
| 1. | 16 settembre 2001 | Romanian Open, Bucarest                      | Terra rossa | Younes El Aynaoui    | 6(5)–7, 6(2)–7   |
| 2. | 19 aprile 2004    | Open de Tenis Comunidad Valenciana, Valencia | Terra rossa | Fernando Verdasco    | 6(5)–7, 3-6      |
| 3. | 28 febbraio 2005  | Abierto Mexicano de Tenis, Acapulco          | Terra rossa | Rafael Nadal         | 0-6, 7–6(2), 1-6 |
| 3. | 29 aprile 2007    | Grand Prix Hassan II, Casablanca             | Terra rossa | Paul-Henri Mathieu   | 1-6, 1-6         |
| 5. | 6 agosto 2011     | Austrian Open Kitzbühel, Kitzbühel           | Terra rossa | Robin Haase          | 4-6, 6-4, 1-6    |

### Doppio

#### Vittorie (2)
| Legenda                                           |
| Grande Slam (0)                                   |
| ATP World Tour Finals (0)                         |
| ATP Masters 1000 (0)                              |
| ATP World Tour 500 (0)                            |
| ATP International Series / ATP World Tour 250 (2) |

| N. | Data           | Torneo                           | Superficie  | Compagno               | Avversari in finale              | Punteggio |
| 1. | 29 aprile 2008 | Grand Prix Hassan II, Casablanca | Terra rossa | Santiago Ventura       | James Cerretani Todd Perry       | 6-1, 6-2  |
| 2. | 9 gennaio 2010 | Qatar Open ATP, Doha             | Cemento     | Guillermo García López | František Čermák Michal Mertiňák | 6-4, 7-5  |

#### Finali perse (4)
| Legenda                                           |
| Grande Slam (0)                                   |
| ATP World Tour Finals (0)                         |
| ATP Masters 1000 (0)                              |
| ATP World Tour 500 (0)                            |
| ATP International Series / ATP World Tour 250 (4) |

| N. | Data             | Torneo                       | Superficie  | Compagno              | Avversari in finale             | Punteggio        |
| 1. | 29 gennaio 2007  | Chile Open, Viña del Mar     | Terra rossa | Rubén Ramírez Hidalgo | Paul Capdeville Óscar Hernández | 6-4, 4-6, [6-10] |
| 2. | 12 febbraio 2007 | Brasil Open, Costa do Sauípe | Terra rossa | Rubén Ramírez Hidalgo | Lukáš Dlouhý Pavel Vízner       | 2-6, 6(4)–7      |
| 3. | 18 febbraio 2007 | Argentina Open, Buenos Aires | Terra rossa | Rubén Ramírez Hidalgo | Sebastián Prieto Martin Garcìa  | 4-6, 2-6         |
| 4. | 11 febbraio 2008 | Brasil Open, Costa do Sauípe | Terra rossa | Rubén Ramírez Hidalgo | Marcelo Melo André Sá           | 6-4, 2-6, [7-10] |

### Tornei minori

#### Singolare

##### Vittorie (9)
| Legenda tornei minori |
| Challenger (6)        |
| Futures (3)           |

| N.  | Data              | Torneo                                              | Superficie  | Avversario in finale | Punteggio           |
| 1.  | 11 luglio 1999    | Spain F1, Elche                                     | Terra rossa | Gorka Fraile         | 6-1, 6-4            |
| 2.  | 30 aprile 2000    | Algeria F1, Algeri                                  | Terra rossa | Jurij Ščukin         | 6-0, 6-3            |
| 3.  | 6 maggio 2000     | Algeria F2, Algeri                                  | Terra rossa | Vasilīs Mazarakīs    | 6-1, 6-1            |
| 4.  | 15 agosto 2000    | Prague Cup, Praga                                   | Terra rossa | Filippo Volandri     | 6-1, 6-1            |
| 5.  | 3 settembre 2001  | Black Forest Open, Freudenstadt                     | Terra rossa | Victor Hănescu       | 6-0, 6-3            |
| 6.  | 13 giugno 2005    | Challenger Lugano, Lugano                           | Terra rossa | Flávio Saretta       | 7-5, 6(4)–7, 7–6(5) |
| 7.  | 14 agosto 2006    | San Marino Open, Città di San Marino                | Terra rossa | Sergio Roitman       | 7–6(5), 6(5)–7, 6-3 |
| 8.  | 14 aprile 2008    | Internazionali di Monza e Brianza, Monza            | Terra rossa | Alberto Martín       | 3-6, 7–6(1), 6-3    |
| 9.  | 11 settembre 2012 | Genoa Open Challenger, Genova                       | Terra rossa | Tommy Robredo        | 6-4, 6-1            |
| 10. | 16 agosto 2014    | Internazionali del Friuli Venezia Giulia, Cordenons | Terra rossa | Potito Starace       | 6-2, 6-4            |

##### Finali perse (13)
| Legenda tornei minori |
| Challenger (11)       |
| Futures (2)           |

| N.  | Data              | Torneo                                   | Superficie  | Avversario in finale   | Punteggio           |
| 1.  | 5 settembre 1999  | Spain F8, Santander                      | Terra rossa | Tommy Robredo          | 6-3, 6(3)–7, 3-6    |
| 2.  | 25 giugno 2000    | France F11, Noisy-le-Grand               | Terra rossa | Clemens Trimmel        | 1-6, 6(5)–7         |
| 3.  | 21 maggio 2001    | Zagreb Open, Zagabria                    | Terra rossa | Jacobo Diaz            | 6(5)–7, 6-3, 2-6    |
| 4.  | 26 maggio 2003    | I. ČLTK Prague Open, Praga               | Terra rossa | Sjeng Schalken         | 6-1, 1-6, 4-6       |
| 5.  | 13 ottobre 2003   | Ciutat de Barcelona, Barcellona          | Terra rossa | Albert Portas          | 4-6, 4-6            |
| 6.  | 10 ottobre 2005   | Roma Open, Roma                          | Terra rossa | Juan Antonio Marín     | 4-6, 4-6            |
| 7.  | 17 luglio 2006    | The Hague Open, Scheveningen             | Terra rossa | Guillermo García López | 6-0, 3-6, 4-6       |
| 8.  | 13 agosto 2006    | San Marino Open, Città di San Marino     | Terra rossa | Potito Starace         | 4-6, 6(5)–7         |
| 9.  | 22 settembre 2008 | Szczecin Open, Stettino                  | Terra rossa | Florent Serra          | 4-6, 3-6            |
| 10. | 13 luglio 2009    | The Hague Open, Scheveningen             | Terra rossa | Kristof Vliegen        | 2-4 Rit.            |
| 11. | 18 giugno 2012    | Internazionali di Monza e Brianza, Monza | Terra rossa | Daniel Gimeno Traver   | 2-6, 6-4, 4-6       |
| 12. | 7 giugno 2015     | Franken Challenge, Fürth                 | Terra rossa | Tarō Daniel            | 3-6, 0-6            |
| 13. | 13 giugno 2015    | TK Sparta Praga Challenger, Praga        | Terra rossa | Norbert Gombos         | 6(5)–7, 7-5, 6(2)–7 |

## Risultati in progressione
| Sigla | Risultato               |
| ----- | ----------------------- |
| V     | Vincitore               |
| F     | Finalista               |
| SF    | Semifinalista           |
| O     | Oro olimpico            |
| A     | Argento olimpico        |
| SF    | Bronzo olimpico         |
| QF    | Quarti di Finale        |
| 4T    | Quarto turno            |
| 3T    | Terzo turno             |
| 2T    | Secondo turno           |
| 1T    | Primo turno             |
| RR    | Round Robin             |
| LQ    | Turno di qualificazione |
| A     | Assente                 |
| ND    | Non disputato           |

| Legenda superfici    |
| -------------------- |
| Cemento              |
| Terra battuta        |
| Erba                 |
| Superficie variabile |

| Torneo                | 2001 | 2002 | 2003 | 2004 | 2005 | 2006 | 2007 | 2008 | 2009 | 2010 | 2011 | 2012 | 2013 | 2014 | 2015 | 2016 | Carriera V-P |
| --------------------- | ---- | ---- | ---- | ---- | ---- | ---- | ---- | ---- | ---- | ---- | ---- | ---- | ---- | ---- | ---- | ---- | ------------ |
| Australian Open       | A    | 1T   | 2T   | 1T   | 1T   | 1T   | 1T   | 1T   | 1T   | 3T   | 2T   | 1T   | 1T   | 1T   | A    | A    | 4–13         |
| Open di Francia       | 3T   | 3T   | 1T   | A    | 2T   | 3T   | 3T   | 2T   | 1T   | 3T   | 4T   | 1T   | 2T   | 1T   | Q2   |      | 16–13        |
| Wimbledon             | A    | 1T   | 1T   | 2T   | 1T   | 1T   | 1T   | 2T   | 3T   | 3T   | 1T   | 1T   | 1T   | A    | Q1   |      | 6–12         |
| US Open               | A    | 1T   | 1T   | 1T   | 2T   | 1T   | 1T   | 1T   | 1T   | 4T   | 1T   | 1T   | 1T   | 1T   | Q3   |      | 4–13         |
| Vittorie-Sconfitte    | 2–1  | 2–4  | 1–4  | 1–3  | 2–4  | 2–4  | 2–4  | 2–4  | 2–4  | 9–4  | 4–4  | 0-4  | 1-4  | 0-3  | 0-0  | 0-0  | 30–51        |
| Finali ATP World Tour | 1    | 0    | 0    | 1    | 1    | 0    | 1    | 1    | 2    | 2    | 0    | 0    | 1    | 0    | 0    | 0    | 10           |
| Tornei vinti          | 0    | 0    | 0    | 0    | 0    | 0    | 0    | 1    | 2    | 2    | 0    | 0    | 1    | 0    | 0    | 0    | 6            |
| Ranking di fine anno  | 65   | 80   | 81   | 95   | 74   | 86   | 46   | 46   | 31   | 25   | 53   | 96   | 63   | 108  | 116  |      | N/A          |